# Schloss Pudagla

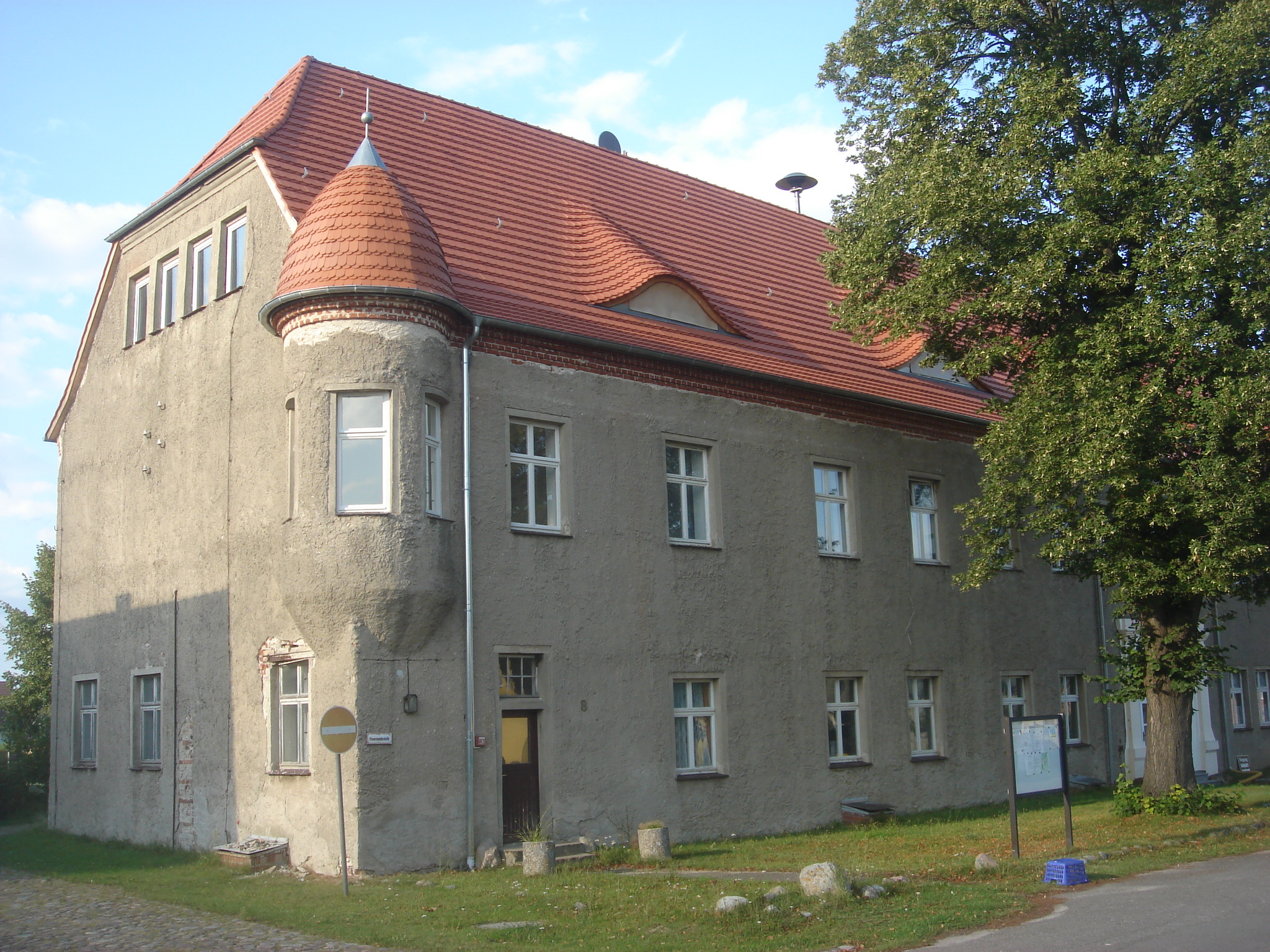
Schloss Pudagla von Südwesten, Dachrekonstruktion im Sommer 2014

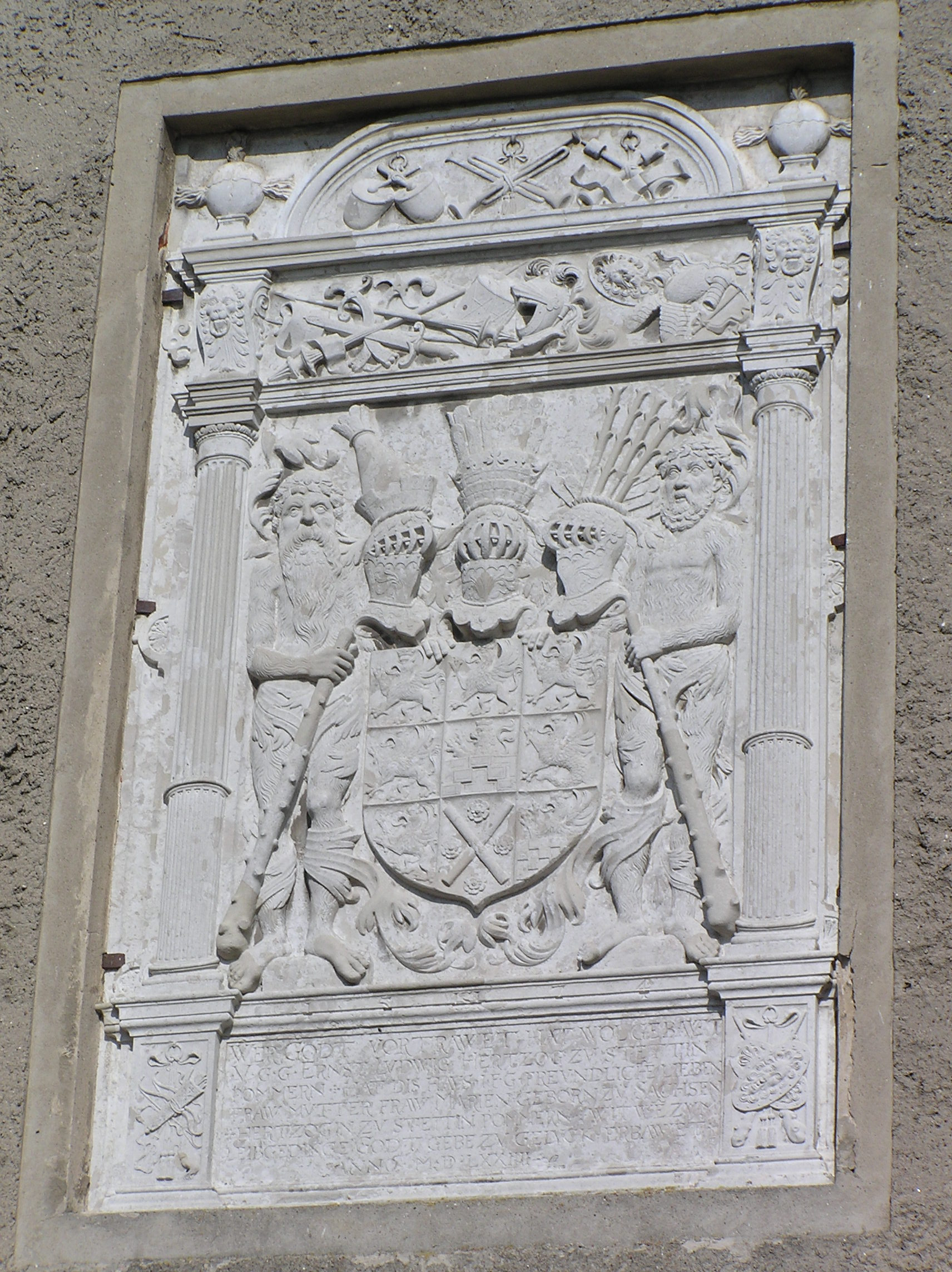
Greifenwappen über dem Portal

Schloss Pudagla ist ein ehemaliges Schloss der Herzöge von Pommern. Es befindet sich in Pudagla auf der Insel Usedom.

## Geschichte
Herzog Ernst Ludwig von Pommern ließ 1574 die ehemalige Abtei des säkularisierten Klosters Pudagla für seine Mutter, die Herzogin Maria von Sachsen (1515–1583), als Witwensitz ausbauen. Vom Schloss aus wurde das herzogliche Amt Pudagla verwaltet. Letzter herzoglicher Amtshauptmann war Christoph von Neuenkirchen.
Nach dem Aussterben der Greifenherzöge wurde Pommern im Westfälischen Frieden unter Schweden und Brandenburg aufgeteilt. Das Amt Pudagla wurde ein königlich schwedisches Kammergut. Pudagla gehörte, auch nach ihrer Abdankung, zu den Tafelgütern der Königin Christina. Auf Schloss Pudagla saß bis 1668 der Amtshauptmann Peter Appelmann, der zeitweise den Titel eines „Gouverneurs der Domainen der Königin“ trug.
Mit dem offiziellen Übergang der Insel Usedom an Preußen wurde Pudagla Eigentum der preußischen Krone. Von 1731 bis zur Umwandlung in ein Rentamt 1824 war Pudagla Sitz des Generalpächters und Amtmanns.
Seit DDR-Zeiten dient das Haus als Restaurant.

## Gebäude

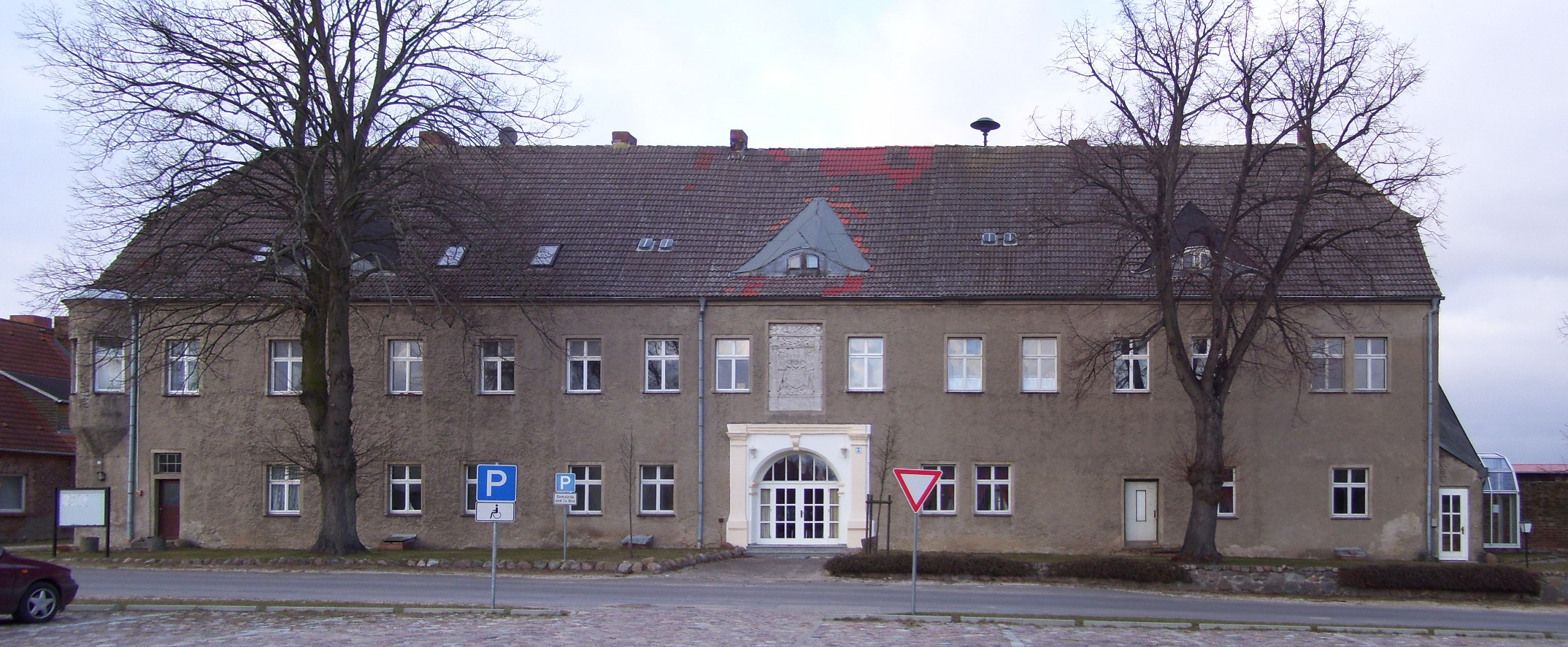
Schloss Pudagla, Dorfseite

Das Schloss ist ein zweigeschossiger, weitgehend schmuckloser Putzbau auf einer Grundfläche von 48,7 Meter Länge und 11,5 Meter Breite. Das Gebäude hat zwölf Achsen und einen runden Erker an der Südwestecke. Im Krüppelwalmdach befinden sich Fledermausgauben Das segmentbogige Hauptportal auf der Südseite ist von Pilastern gerahmt. Oberhalb des Portals befindet sich ein hochrechteckiges Feld mit dem Großen Neunfeldrigen Wappen Pommerns und einer Inschriftentafel. Auf der Rückseite befindet sich ein risalitartiger Vorbau mit einer überwölbten Wendeltreppe. Der früher als Einfahrt dienende Hauptflur hat ein Tonnengewölbe, der zweigeteilte Keller Kreuzgewölbe.